# Finestra anabolica
La finestra anabolica, dall'inglese anabolic window, è un termine usato nell'ambito dell'esercizio coi pesi (Resistance training), soprattutto nel culturismo, per riferirsi al periodo post-allenamento a breve termine. Esso descrive quel periodo di tempo della durata che va dall'immediato termine dell'allenamento fino a 2-3 ore circa, in cui si è teorizzato che l'assunzione di specifici nutrienti possa portare il corpo da uno stato metabolico di catabolismo verso un maggiore anabolismo sul muscolo scheletrico. Nello specifico, durante questo breve periodo di tempo l'introito di particolari nutrienti, primariamente proteine/amminoacidi e carboidrati, si ipotizza possa contribuire all'incremento della massa muscolare, delle prestazioni, ad un recupero delle scorte di glicogeno muscolare, e all'inibizione dell'eventuale catabolismo muscolare, in maniera maggiore e più rilevante rispetto ad altri momenti successivi. Molti aspetti di questa teoria tuttavia sono stati ridimensionati dalla ricerca scientifica nei primi anni 2000, la quale ha riconosciuto come l'esercizio coi pesi crei una maggiore capacità di assimilazione ed elaborazione di specifici nutrienti in un periodo di tempo che si estende come minimo ventiquattro ore dal termine dell'attività fisica.

## Definizione
Durante l'esercizio fisico i muscoli utilizzano i combustibili metabolici ad un ritmo accelerato. Per poter sostenere lo sforzo fisico continuato, il corpo mobilita il carburante stoccato nelle riserve endogene per fornire acidi grassi, glucosio e aminoacidi per l'ossidazione. Questo è un processo catabolico e non può verificarsi contemporaneamente ai processi anabolici come la sintesi di glicogeno (glicogenosintesi) e la sintesi proteica (proteosintesi).
Per poter garantire il recupero fisico in seguito allo stress indotto dall'esercizio, l'ambiente catabolico che viene a crearsi deve essere rapidamente modificato per passare ad ambiente anabolico. Il cibo che si assume dopo l'allenamento influisce sull'ambiente ormonale del corpo in modo che ciò possa avvenire. Con la rapida introduzione di carboidrati, proteine e grassi durante il periodo a seguito dell'esercizio, il corpo è in grado di avviare i processi di riparazione del tessuto danneggiato e ricostituire le riserve energetiche.
Nonostante siano stati dedicati molti articoli e documenti dettagliati su questa particolare fase post-allenamento, con svariate citazioni scientifiche a conferma, molte delle conclusioni sono state fatte in maniera molto generica sulla base di risultati che analizzavano le risposte all'attività di endurance aerobica o in generale dell'esercizio cardiovascolare, il quale naturalmente non può essere paragonato all'esercizio anaerobico coi pesi in termini di impatto e risposte metaboliche, e pertanto non può essere valutato in questo contesto. Per questo motivo si cercherà di fare chiarezza su quali siano i risultati certi delle ricerche specifiche sull'esercizio con i pesi, e quali invece sono state impropriamente citate a tale scopo senza in realtà analizzare questo tipo di allenamento.

### Carboidrati
I carboidrati sono importanti per favorire la prestazione fisica e forse sono ancora più importanti per il recupero di glicogeno al termine dell'attività. Ricerche hanno dimostrato una maggiore capacità del tessuto muscolare di assorbire il glucosio nel periodo successivo al termine di un intenso esercizio fisico. Ciò è dovuto al cosiddetto "assorbimento del glucosio non-insulino dipendente". Normalmente, dopo pasto contenente carboidrati, il trasporto del glucosio ottenuto all'interno delle cellule del muscolo scheletrico avviene attraverso la membrana cellulare in risposta all'ormone insulina. L'insulina si lega con i suoi recettori sulla superficie cellulare causando una cascata di eventi che termina con l'attivazione di una tipologia di proteine, chiamate trasportatori di glucosio (GLUT), che vengono traslocate dall'interno della cellula verso la superficie cellulare. Una volta giunti alla superficie cellulare, questi trasportatori di glucosio permettono alla molecola di passare attraverso la membrana dove può essere fosforilata e infine immagazzinata sotto forma di glicogeno (una macromolecola o polisaccaride, composta da tante catene di glucosio). Il trasporto del glucosio attraverso la membrana mostra una cinetica di saturazione simile all'effetto di un aumento della concentrazione dei substrati, aumentando l'attività enzimatica. Il numero di trasportatori del glucosio limita la velocità di ingresso del glucosio nelle cellule muscolari. Una volta che tutti i trasportatori di glucosio disponibili sono associati con una molecola di glucosio, il tasso di assimilazione del glucosio non potrà essere superiore.
Ci sono almeno 5 diverse classi di proteine trasportatrici di glucosio. Questo sono denominate GLUT-1, GLUT-2, GLUT-3, GLUT-4, e GLUT-5. Ogni diversa classe di GLUT differisce nelle sue caratteristiche, ed ognuna di queste è distribuita differentemente in diversi tessuti specifici. Il GLUT-4 è la principale isoforma regolata dall'insulina, ed è sensibile anche alla contrazione muscolare.
L'attività muscolare, proprio come l'insulina, causa la mobilitazione dei GLUT-4 verso la superficie della cellula muscolare in maniera indipendente dall'attività dell'ormone. Questo meccanismo aumenta notevolmente la velocità con cui il tessuto muscolare può assorbire il glucosio dal sangue dopo l'esercizio. Gli effetti dell'esercizio fisico sulla captazione del glucosio durano un paio d'ore nel periodo post-esercizio. Se il pasto post-esercizio è privo di carboidrati, il processo di riaccumulo del glicogeno subisce un rallentamento. Se mancano i carboidrati nella dieta, l'esercizio fisico provoca un deficit di glucosio e le scorte di glicogeno continueranno a risultare in deficit senza poter essere ricostituite ai livelli pre-esercizio.

#### Deplezione del glicogeno
Anche se, come sarà approfonditamente esposto in seguito, si è verificato che l'assunzione di carboidrati nell'immediato post-allenamento non aumentano la sintesi proteica muscolare (MPS, Muscle Protein Synthesis) e non forniscono nutrienti di qualità, sono utili per attenuare il catabolismo proteico muscolare, e necessari per preservare le riserve di glicogeno. Innanzitutto è necessario precisare che per esaurire le riserve di glicogeno con l'esercizio coi pesi sarebbe necessario eseguire un super allenamento fisico dal volume smisurato, una condizione sostanzialmente impraticabile in sala pesi. Ad esempio è stato visto che un allenamento Full-body composto da 9 esercizi per 3 serie ciascuno, svolto all'80% 1-RM, esaurisce solo circa un terzo di glicogeno del corpo, e 9 serie svolte per un muscolo specifico risultano in una deplezione di circa il 36% in quel muscolo (Roy & Tarnopolsky, 1998). Dopo l'esecuzione di 6 serie di leg extension al 70% 1-RM fino al cedimento muscolare assoluto, e senza assumere alcun nutriente al termine, il 75% di glicogeno è stato ripristinato dopo 6 ore (Pascoe, 1993). Tesch et al. (1986) studiarono un gruppo di 9 culturisti, i quali eseguirono cinque serie alla massima fatica per ogni esercizio in cui erano compresi squat frontale, squat base, leg press, leg extension, per un totale di 30 minuti di allenamento. Le biopsie di campioni muscolari ottenute dal vasto laterale prima ed immediatamente dopo l'esercizio rivelarono che la concentrazione di glicogeno muscolare era inferiore del 26% nel post-esercizio rispetto ai valori basali. Un'altra ricerca successiva condotta da Essen-Gustavsson e Tesch (1990) in cui 9 culturisti eseguirono lo stesso tipo di allenamento previsto nello studio precedente, mostrarono un decremento del glicogeno muscolare del 28%. Robergs et al. (1991) dimostrarono che i soggetti che eseguivano 6 serie di leg extension al 35 o al 70% 1-RM risultavano in un decremento del glicogeno muscolare rispettivamente del 38 e del 39%. Yström e Tesch (1996) dimostrarono che 4 esercizi consecutivi per i tricipiti, ognuno dei quali prevedeva 4 serie da 8-12 ripetizioni a cedimento, il glicogeno muscolare nel capo lungo del tricipite era ridotto del 25%.
Inoltre, il corpo è in grado di autoregolarsi adeguatamente. Maggiore è l'esaurimento del glicogeno, più rapida è la sua risintesi. Maggiore è l'intensità, più rapida è la resintesi. Maggiore è la deplezione del glicogeno, maggiori riserve di glicogeno saranno stoccate nel muscolo. Anche negli atleti di endurance la resintesi del glicogeno viene spesso completata entro 24 ore. Bisognerebbe allenare un muscolo due volte al giorno con un volume che non permetterebbe di recuperare per non riuscire a ricostituire le riserve di glicogeno in tempo per l'allenamento successivo. Infatti è stato notato che durante le giornate in cui i soggetti si allenano due volte, la supplementazione di carboidrati migliora la performance nella seconda sessione (Haff et al., 1999), presumibilmente perché nel tempo che intercorre tra la prima e la seconda sessione non riescono ad essere recuperare le riserve di glicogeno. Se si esauriscono completamente tali riserve, ci si accorge di ciò in quanto gli atleti di endurance dichiarano di fare fatica anche solo a muoversi.

#### Risintesi e supercompensazione del glicogeno muscolare
Ci sono state alcune polemiche su quale tipo di carboidrati risulti migliore per il recupero di glicogeno dopo l'esercizio. Spesso viene indicato che gli zuccheri semplici come il glucosio/destrosio siano la fonte migliore dopo l'esercizio, perché il loro alto indice glicemico e l'assunzione in soluzione liquida può permettere un'assimilazione molto più rapida rispetto ad un cibo solido o a carboidrati a indice glicemico inferiore. Tuttavia le bevande composte da polimeri di glucosio ad alto indice glicemico (maltodestrine o Vitargo) hanno dimostrato di riuscire ad essere assimilate più rapidamente rispetto al glucosio. Alcune ricerche hanno trovato beneficio nel combinare carboidrati ad alto e basso indice glicemico nella bevanda (come maltodestrine e fruttosio). Altri ancora sostengono che non ci sia la necessità di assumere bevande glucidiche sportive e che può essere sufficiente consumare un pasto ricco di carboidrati come la pasta o il riso. Per concludere, ulteriori evidenze segnalano che non ci siano differenze significative tra fonti di carboidrati di diverso indice glicemico nella risposta insulinica e nelle risposte anaboliche.
Va notato che il carico di carboidrati è stato studiato principalmente nell'ambito dell'esercizio di endurance aerobico, non dell'allenamento con i pesi, e ci possono essere differenze nel modo in cui l'organismo gestisce i carboidrati dopo allenamento con i pesi. Alcuni studi (Ivy et al., 1988) hanno rilevato che il tasso di risintesi di glicogeno si può ridurre anche del 45% ritardando l'assunzione di carboidrati di 2 ore nel post-allenamento. L'esperimento però venne condotto eseguendo una Interval training su cicloergometro. Secondi i risultati di Pascoe et al. (1993) analizzando l'esercizio coi pesi, le prime 6 ore dopo l'allenamento sembrano essere le più critiche perché l'attività enzimatica e i ritmi di risintesi sono più alti, di circa 12 mmol/kg/ora. Altri ricercatori hanno osservato che le bevande a base di carboidrati ad alto indice glicemico (rapida assimilazione) assunti nell'immediato post-allenamento elevano l'insulina in maniera significativamente maggiore rispetto a un cibo solido composto dalla stessa quantità di carboidrati apportati da riso e banane (alimenti a indice glicemico tendenzialmente medio-alto). Questo naturalmente perché le bevande riescono ad essere assimilate in tempi molto più rapidi. Tuttavia, anche in questo caso l'esperimento era stato condotto su ciclisti, i quali avevano appositamente esaurito le scorte di glicogeno in una performance di 2 ore (cosa che non si verifica nell'esercizio coi pesi). Dal momento che queste ricerche analizzavano l'esercizio di cardiovascolare o di endurance aerobica, è logico supporre che tali risultati non siano da ritenere allo stesso modo validi per l'esercrzio coi pesi (resistance training). Infatti è stato rilevato che a seguito del resistance training, la risintesi del glicogeno post-allenamento avviene anche senza assumere carboidrati, sebbene ad un tasso inferiore di 4-10 volte circa. Un altro studio già citato (Pascoe, 1993) sull'analisi del resistance training, indicò che consumare una bevanda di carboidrati (1,5 gr x kg) dopo l'esercizio aumenta le scorte di glicogeno di solo il 16% in più rispetto al consumo di sola acqua. Dopo 6 ore dall'assunzione, il glicogeno era stato ricostituito del 91% e del 75% rispettivamente, per i soggetti che avevano assunto la bevanda glucidica e l'acqua. Altri studi hanno dimostrato che non vi fosse alcuna differenza tra l'assunzione di diversi tipi di carboidrati nel periodo post-esercizio e la velocità di riaccumulo del glicogeno purché venga consumata una quantità sufficiente di carboidrati (il documento anche questa volta non si rivolgeva nello specifico all'esercizio coi pesi). Anche quando il pasto post-allenamento contiene gli altri macronutrienti, ovvero proteine e grassi, il tasso di ricostituzione di glicogeno non verrebbe quindi ostacolato, purché vi sia una sufficiente quantità di carboidrati nel pasto. Questi studi sostengono che il fattore limitante nel ripristino del glicogeno dopo l'attività fisica non è la digestione o l'indice glicemico di una determinata fonte di carboidrati. Nel corso di un periodo di 24 ore post-esercizio assume una maggiore importanza la quantità totale di carboidrati consumati. Il fattore limitante nell'assorbimento del glucosio durante l'esercizio è determinato dalla velocità di fosforilazione del glucosio, una volta entrato nella cellula muscolare. Anche l'attività dell'enzima glicogeno sintasi risulta un possibile fattore limitante. Questi processi non sono facilmente influenzati dalla composizione del pasto post-esercizio, ma piuttosto dal grado di esaurimento del glicogeno durante l'esercizio, così come la quantità di carboidrati e di lipidi assunti con la dieta.
Si raccomanda il consumo di almeno 0,7-1,0 g di carboidrati per chilo di peso corporeo immediatamente dopo l'esercizio, e poi ancora 1-2 ore più tardi. In caso di disturbi gastrici provare ad aumentare la quantità di acqua che si consuma con i carboidrati. Potrebbero essere consumati un totale di 7-10 grammi di carboidrati per chilo di peso corporeo entro un periodo di 24 ore per il massimo accumulo di glicogeno. Questa quantità potrebbe risultare superiore al fabbisogno calorico, ma risulta ottimale se obiettivo primario è l'accumulo di glicogeno.

#### Sensibilità insulinica e tolleranza glucidica
Dal momento che uno studio sull'attività di endurance riportò una maggiore capacità di stoccaggio del glicogeno quando i carboidrati erano assunti entro distanze più brevi dal termine dell'attività, si è supposto che questa aumentata abilità sia dovuta ad un temporaneo aumento della sensibilità insulinica, che si protrarrebbe solo entro quel breve periodo di 2-3 ore post-allenamento in cui viene riconosciuta la cosiddetta Finestra anabolica e andrebbe riducendosi col passare delle ore. Significherebbe che il muscolo è più recettivo nella capacità di assimilazione di sostanze nutritive insulinogeniche (soprattutto glucosio e amminoacidi), in modo che le quantità di insulina richieste per captare le stesse siano proporzionalmente inferiori rispetto ai livelli basali per poter garantire lo stesso effetto. Oltre a menzionare il fatto che tale studio non può essere valutato nel contesto dell'esercizio coi pesi in quanto analizzava appunto la prestazione di endurance, la questione è più complessa. Svariati studi hanno univocamente segnalato che l'esercizio eccentrico (in cui la fase negativa delle ripetizioni viene enfatizzata), un metodo largamente utilizzato nel Resistance training, crea una riduzione temporanea della sensibilità insulinica. L'esercizio eccentrico sembra causare un danno muscolare con diminuzione del numero di GLUT-4 (le molecole responsabili del trasporto di glucosio all'interno della cellula), e una conseguente riduzione dell'insulino-sensibilità. Tuttavia queste potrebbero rivelarsi come condizioni eccezionali, in quanto non è necessario allenarsi sempre con ripetizioni eccentriche enfatizzate. In aggiunta è stato visto che questa riduzione della sensibilità insulinica è solo transitoria, infatti sul lungo termine lo stato di sensibilità insulinica migliora.
Normalmente infatti, l'allenamento coi pesi crea un aumento della sensibilità all'insulina, si crede soprattutto grazie all'effetto favorevole indotto dall'aumento della massa muscolare (il muscolo scheletrico è il principale tessuto insulino-dipendente). Il Resistance training ad intensità media-alta (60-85% 1-RM), tipico dei programmi di ipertrofia muscolare, porta ad aumentare la capacità del muscolo di captare glucosio (migliorata tolleranza al glucosio), mentre il Resistance training a bassa intensità (45-65% 1-RM), cioè di endurance muscolare, porta ad un aumento vero e proprio della sensibilità insulinica. Tralasciando i risultati sul lungo termine, l'effetto acuto di una singola sessione con i pesi dura per oltre 24 ore. La sensibilità insulinica e la tolleranza al glucosio quindi non vengono solo migliorate sul lungo termine grazie all'aumento della massa magra, ma ulteriormente sul breve termine, il che però non coincide necessariamente con i tempi della Finestra anabolica, ma si protrae per molte più ore.

#### Carboidrati, insulina e sintesi proteica
Mentre l'ingestione di amminoacidi si prospetta come determinante per avviare la sintesi proteica muscolare, i soli carboidrati hanno effetto minimo su questo processo. Sono state effettivamente attribuite all'insulina delle proprietà anaboliche sul muscolo scheletrico in vitro e in vivo, tuttavia questa funzione è stata dibattuta. I carboidrati stimolano l'insulina analogamente agli amminoacidi, e anche se questa viene riconosciuta come un importante regolatore della sintesi proteica, essa ha solo un ruolo permissivo sulla MPS, ma sembra avere una funzione più importante nell'inibizione del catabolismo delle proteine muscolari (MPB). Proprio per questa interessante capacità, alcuni ricercatori hanno suggerito che l'ingestione di proteine e carboidrati sia in grado di creare un effetto sinergico sulla sintesi proteica, a significare che la risposta all'ingestione di aminoacidi e glucosio è superiore alla somma dei loro effetti dati dalla loro assunzione singola. Anche se l'ingestione di amminoacidi e carboidrati porta ad una maggiore secrezione di insulina favorendo potenzialmente un miglioramento del bilancio proteico netto e della sintesi proteica, l'insulina secreta in risposta all'assunzione di soli carboidrati (cioè senza la presenza di proteine/amminoacidi) sembra essere inefficace per stimolare la sintesi proteica, indipendentemente dalla quantità secreta. Per questo motivo i ricercatori hanno fatto riferimento all'effetto dell'insulina nel promuovere il bilancio proteico netto (NPB) svolgendo un ruolo permissivo più che è stimolatorio. Altre ricerche suggeriscono che, anche con l'iperaminoacidemia, l'insulina migliora il bilancio proteico solo inibendo la proteolisi. Quindi, mentre l'insulina ha un potenziale effetto stimolante sulla sintesi proteica muscolare umana, è richiesta un'adeguata disponibilità di aminoacidi per fare in modo che tale potenziale si possa esprimere in un effettivo aumento del tasso di sintesi proteica. È stato visto che l'insulina enfatizzi di per sé la sintesi proteica solo quando, per via endovenosa, raggiunge un'elevazione di 1000 volte i valori basali. Si tratta tuttavia di livelli non raggiungibili mediante la stimolazione mediata dall'ingestione orale di nutrienti. Alcune ricerche (Koopman et al., 2007) hanno dimostrato che la coingestione di carboidrati con le proteine durante il recupero dall'esercizio coi pesi non stimola ulteriormente la sintesi proteica muscolare post-esercizio quando sono ingerite sufficienti quantità di proteine. Mentre un'altra ricerca del 2011, ha rilevato che una dose consistente di carboidrati (50g di maltodestrine) aggiunta a 25g di proteine del siero di latte non era in grado di aumentare ulteriormente il bilancio proteico netto (NPB) post-esercizio rispetto alla dose di sole proteine senza carboidrati. In altre parole, l'aumento della secrezione di insulina favorita dall'aggiunta di carboidrati non ha avuto alcun effetto aggiuntivo sulla sintesi proteica. Ricerche ben più datate indicarono che l'iperinsulinemia (l'aumento dei livelli ematici di insulina) diminuisce la proteolisi ma non stimola la proteosintesi, mentre l'iperaminoacidemia (l'aumento dei livelli ematici di amminoacidi) di per sé stimola la proteosintesi, ma non sopprime la proteolisi endogena. Sono i due effetti combinati ad avere presumibilmente un effetto cumulativo sull'accumulo di proteine corporee. In conclusione l'insulina non ha propriamente un effetto diretto sulla sintesi proteica, ma piuttosto un effetto permissivo, inibendo il catabolismo proteico, direzionando il metabolismo verso i processi anabolici, e favorendo un bilancio azotato positivo.

### Proteine
Le proteine sono un altro nutriente fondamentale da assumere nel post-esercizio. Le proteine sono essenziali per innescare l'anabolismo muscolare indotto dall'esercizio. Esse forniscono gli aminoacidi, i quali vengono utilizzati per ricostruire i tessuti danneggiati, nonché fornire enzimi e proteine carrier (trasportatrici) necessarie per ciò che avvenga l'adattamento indotto dall'esercizio. Senza l'apporto di proteine, che forniscono gli amminoacidi essenziali per la sintesi proteica muscolare, la capacità del corpo di adattarsi all'attività fisica viene significativamente ridotta.
Ricerche hanno dimostrato che dopo l'inizio di un programma di allenamento non abituale, si verifica un periodo di 12-14 giorni in cui il bilancio azotato, cioè il rapporto tra ritenzione e la perdita di proteine, è negativo. Qualsiasi studio che analizza il fabbisogno proteico in supporto all'esercizio fisico deve tenere conto di questo aspetto. Il bilancio azotato in questo periodo sembra non essere influenzato dal totale apporto calorico, ma può essere migliorato con un elevato consumo di proteine se le calorie assunte sono adeguate. Anche se l'assunzione di proteine supplementari impedirà che il bilancio azotato diventi negativo, durante le prime settimane di allenamento esso sarà ancora negativo nonostante l'eventuale alto apporto proteico.
L'RNA messaggero (mRNA) muscolare successivo all'allenamento ha un'emivita di sole 4-5 ore. È così breve perché mRNA non ha alcun meccanismo di "controllo di qualità" incorporato nella codifica. Mantenendo un'emivita molto breve, qualsiasi errore in questa sequenza non sarà in grado di produrre abbastanza proteine difettose per danneggiare irreparabilmente la cellula o l'organismo. Questo permette anche uno stretto controllo del metabolismo delle proteine.

#### I tempi di assunzione (Timing)
I tempi di assunzione o Timing delle proteine è importante. Se lo stimolo anabolico indotto dall'esercizio è massimizzato, un flusso costante di aminoacidi deve entrare a contatto col muscolo mentre il contenuto di mRNA è elevato.
Tuttavia, contrariamente a quanto viene spesso indicato, l'aumentata proteosintesi non si riscontra nell'immediato, infatti nella prima mezz'ora questa rimane ai livelli basali. La sintesi proteica aumenta sensibilmente a partire solo dalle 2-4 ore successive al termine dell'attività, raggiungendo un aumento fino al 50% in 4 ore, e del 109% circa nelle 24 ore successive, per poi tornare ai livelli basali entro le 36, o al massimo 48 ore. Altri studi riconoscono un aumento della sintesi proteica
del 112% dopo 3 ore, del 65% dopo 24 ore, e del 34% dopo 48 ore dal post allenamento. Ciò significa che entro poche ore dal termine di una sessione di resistenza, la capacità di sintesi ed elaborazione delle proteine aumenta progressivamente fino ad arrivare a più del doppio rispetto ai valori basali, mantenendosi piuttosto elevata per 24 ore, ed estendendosi fino a 48 ore. Le conclusioni che si possono trarre da questi studi, sono che a seguito di un periodo di allenamento coi pesi, la sintesi proteica muscolare aumenta rapidamente raggiungendo elevati livelli dopo 3 ore, e risulta più che raddoppiata entro 24 ore, per poi declinare rapidamente in modo che a 36-48 ore torni ai livelli iniziali. Anche in questo caso, come per i carboidrati, emerge che non vi sia una maggiore capacità di sintesi proteica entro i tempi della Finestra anabolica. Effettivamente, alcuni studi riconoscono che l'aumento della sintesi proteica muscolare avvenga solo 2-4 ore dal termine dell'attività fisica, altri che aumenti di solo il 50% entro 4 ore e più del doppio in 24 ore. Ad ogni modo, da questa serie di risultati è possibile comprendere che l'aumento della sintesi proteica può coincidere solo in parte con i tempi di durata della Finestra anabolica, e che questo incremento in realtà si protragga per tempi ben superiori, arrivando ad estendersi anche fino a 48 ore. Secondo alcuni risultati, è evidente che la sintesi proteica fosse stata rilevata superiore dopo 24 ore piuttosto che nelle prime 4 ore nel post-esercizio, e questo smentirebbe la teorizzata capacità di un maggiore anabolismo muscolare limitato solo nei tempi della Finestra anabolica, mettendo in discussione l'assoluta necessità di consumare il prima possibile una bevanda al termine dell'esercizio.
Questo spiegherebbe i risultati incrociati delle ricerche di Tipton et al. (2001) e di Rasmussen et al. (2000). Confrontando le ricerche che somministravano ai soggetti delle bevande a base di amminoacidi a carboidrati consumate immediatamente dopo l'allenamento (Tipton et al, 2001) rispetto a quelle ingerite un'ora dopo l'allenamento (Rasmussen et al., 2000), sembra che l'ingestione del pasto nell'immediato post-allenamento si traduca in realtà in una sintesi proteica inferiore del 30% rispetto all'ingestione dopo un'ora. Per di più i risultati di Rasmussen suggerivano che l'assunzione della bevanda dopo 1 o 3 ore dopo l'allenamento producevano effetti simili.
Per concludere, una ricerca del 2009 analizzò l'effetto dell'integrazione di bevande proteiche subito prima e subito dopo l'esercizio con i pesi. Nello specifico si trattava di un protocollo di forza e potenza (esercizi al 100% 1-RM e 80% 1-RM). Dopo un periodo di 10 settimane, non venne notata alcuna differenza nel cambiamento nella massa corporea, nella percentuale di massa grassa, e alcun miglioramento nelle prestazioni, tra i gruppi che assumevano l'integratore proteico e quelli che non lo assumevano.
Le attuali raccomandazioni per l'assunzione totale di proteine per gli atleti è compresa tra 1,6-1,8 grammi per chilo di peso corporeo, ma non è raro che per i bodybuilder venga raccomandato un consumo in eccesso di 2 grammi per kg di peso corporeo senza effetti dannosi. Va ricordato che il corpo non ha la capacità di depositare efficacemente gli aminoacidi. Le proteine dovrebbero essere consumati almeno ogni 3-4 ore. Il pasto serale dovrebbe contenere proteine a lenta digestione, che permetterebbero un rilascio costante di aminoacidi durante la notte.

### Lipidi
L'effetto dei lipidi nel pasto "post-esercizio" è stato poco studiato. Il consumo totale di grassi è probabilmente più importante per un bodybuilder rispetto all'eventuale introduzione nel pasto post-allenamento. L'assunzione di acidi grassi essenziali in quantità sufficienti hanno la capacità di alterare la fisiologia. Gli acidi grassi come gli omega-3 e gli omega-6, se distribuiti in differenti razioni, possono alterare la composizione delle membrane cellulari che altera la produzione di prostaglandine nei muscoli in attività, quindi possono avere la capacità di migliorare diversi processi, dal trasporto del glucosio alla sintesi proteica. Questi effetti sono visibili dopo almeno 5 giorni di consumo di questo tipo di grassi a dosi moderate o elevate. Assumerli immediatamente dopo l'allenamento e in nessun altro momento molto probabilmente non hanno alcun effetto negativo.
Alcune forme di grassi possono ritardare lo svuotamento gastrico, il quale teoricamente potrebbe rallentare la velocità con cui si rendono disponibili i nutrienti ai tessuti. Questo perché i lipidi nel pasto misto tendono a prolungare i processi digestivi e a ritardare di conseguenza l'assimilazione dei nutrienti. Si può solo ipotizzare che ciò possa influire sui guadagni a lungo termine. La maggior parte delle ricerche indica che il ripristino del glicogeno viene ritardato, ma non ridotto, quando lo svuotamento gastrico viene prolungato (ad esempio, con la concomitante assunzione di lipidi). Per altro, ricerche evidenziano che, nonostante la disponibilità di acidi grassi sia associata normalmente all'insulinoresistenza, aggiungere lipidi nel pasto post-allenamento non causa un'alterazione dell'aumento della sensibilità insulinica a breve termine tipicamente indotta dall'esercizio. Il giorno successivo all'esercizio, i livelli di glicogeno muscolare erano risultati identici tra il gruppo che aveva assunto molti grassi alimentari (165 gr), rispetto a quello che ne aveva assunti pochi. Nel gruppo ad alto apporto di grassi risultò solo un aumento dei livelli di trigliceridi intramuscolari (IMTG). Tuttavia la ricerca era stata effettuata sull'esercizio cardiovascolare in modalità Interval training, il quale comunque presenta una rilevante componente anaerobica. Un'altra ricerca trovò che l'assunzione concomitante di proteine e grassi assieme ai carboidrati non portasse ad un differente accumulo di glicogeno rispetto all'assunzione di soli carboidrati
.
Emerge è qualche segnalazione sul fatto che il colesterolo possa essere un importante nutriente da assumere immediatamente dopo l'esercizio coi pesi ad alta intensità. È stato mostrato che i livelli di colesterolo totale sono significativamente ridotti per almeno 90 ore dopo una singola seduta di esercizio di resistenza. Il colesterolo sierico può essere richiesto per la sua incorporazione nelle membrane cellulari danneggiate dopo l'esercizio di resistenza coi pesi. Altri studi hanno rilevato che una dieta ad alto apporto di colesterolo può contribuire ai guadagni di forza muscolare ottenuti con l'esercizio coi pesi, ma non sembra esserci alcuna differenza nei guadagni di ipertrofia. Altri studi suggeriscono che una dieta con un insufficiente apporto di grassi può portare a delle alterazioni in negativo sul testosterone, e sul testosterone libero durante l'esercizio coi pesi, e ciò può compromettere l'ambiente ormonale anabolico durante un programma di allenamento. Considerando che il colesterolo è la molecola procursore del testosterone e di tutti gli ormoni steroidei, non si esclude che la carenza di colesterolo possa avere delle implicazioni. È stato infatti notato che i livelli di testosterone sierico e libero sono significativamente più bassi per 2 giorni a seguito di una sessione coi pesi. Si può ipotizzare che sia necessario consumare una fonte di colesterolo dopo l'allenamento.
Nell'insieme, la ricerca non ha ancora approfondito la questione del consumo di lipidi a livelli ottimali, e la composizione del pasto post-esercizio in cui questi potrebbero essere introdotti.

### Pasto misto
Come accennato in precedenza, l'assunzione di macronutrienti è in grado di modulare la sintesi proteica post-esercizio secondo meccanismi che stanno per essere compresi solo all'inizio del XXI secolo. Le proteine sono necessarie per fornire gli aminoacidi essenziali e fare in modo che avvenga la sintesi proteica, ma sono state analizzate ulteriori possibilità per cercare di capire se questo processo possa essere ottimizzato con l'assunzione concomitante di altri nutrienti come i carboidrati. Come in altre occasioni, molte delle comuni ipotesi sono state formulate sulla base dei risultati di alcuni studi che analizzavano le risposte all'attività aerobica di endurance, quindi non potrebbero essere allo stesso modo valide nello specifico per l'esercizio anaerobico coi pesi.

#### Sintesi proteica
Diversi studi hanno esaminato l'effetto della composizione del pasto post-esercizio sulla sintesi proteica. È stata spesso avanzata l'ipotesi che provocare alte concentrazioni di insulina mediante l'assunzione di elevate quantità di carboidrati possa avere un'azione favorevole sulla sintesi proteica, se questi sono assunti assieme alle proteine. Ciò in quanto l'insulina è un ormone con azione anabolica sul muscolo scheletrico, e favorirebbe la sintesi proteica. Effettivamente l'insulina interviene anche in risposta all'ingestione di una fonte puramente proteica o aminoacidica, anche se ad intensità notevolmente inferiore rispetto ad una medesima quantità di carboidrati. Tuttavia gli elevati valori glicemici e insulinci indotti dall'assunzione di grandi quantità di carboidrati non sembrerebbero essere connesse direttamente con un potenziamento della sintesi proteica. Infatti pare che di per sé le elevazioni di insulina promuovano l'anabolismo muscolare principalmente per l'inibizione del catabolismo proteico, piuttosto che per la stimolazione della sintesi proteica. Potrebbero essere citati studi che riconoscono una maggiore efficacia nell'assunzione di una bevanda immediatamente dopo l'esercizio piuttosto che qualche ora dopo, come è stato nell'ambito della risintesi del glicogeno lo studio di Ivy et al. (1988) in cui i soggetti erano però sottoposti ad una prestazione aerobica. Levenhagen et al. (2001) somministrarono un supplemento composto da 10 gr di proteine, 8 g carboidrati e 3 gr di grassi, immediatamente dopo l'esercizio oppure tre ore dopo. Essi notarono che la sintesi proteica totale e della gamba era più elevata nel gruppo che assumeva gli integratori nell'immediato. Ancora una volta non si è considerato che lo studio era stato condotto sull'esercizio aerobico (come i risultati sulla risintesi del glicogeno di Ivy et al. 1988), pertanto non possono essere sostenute le stesse conclusioni per l'esercizio con i pesi. Infatti ricerche più specifiche sull'analisi del Resistance training danno risultati differenti.
L'assunzione singola di carboidrati nel post-allenamento non porta ad un miglioramento della sintesi proteica. In una ricerca (Børsheim et al., 2004) sono stati somministrati a dei soggetti 100 gr di maltodestrina (un carboidrato ad alto indice glicemico) nel post-allenamento. Come risultato, la sintesi proteica non è migliorata, ma il catabolismo proteico è stato ridotto, con un conseguente miglioramento del bilancio proteico netto (NPB, Net Protein Balance). In altre parole, il miglioramento del NPB provocato dai carboidrati è stato dovuto prevalentemente ad un progressivo decremento del catabolismo proteico, e non ad un aumento della sintesi proteica. Tuttavia, l'effetto è stato "minore e ritardato" rispetto all'ingestione di soli amminoacidi, e l'equilibrio proteico è finito per rimanere ancora negativo.
Un'altra ricerca che esaminava gli effetti di una bevanda mista composta da carboidrati e aminoacidi essenziali (Glynn et al., 2010), rivelò che 70 gr di carboidrati non influenzano il bilancio proteico più di 30 grammi, quindi se si consumano carboidrati, potrebbero bastare 30 grammi. I ricercatori conclusero che l'aumento del bilancio proteico come risultato di una bevanda composta da aminoacidi e carboidrati è quasi completamente dovuto all'aumento della sintesi proteica creata dalla fonte proteica/aminoacidica, con una differenza minore nel catabolismo proteico indipendentemente dalla quantità di carboidrati o dall'insulina circolante.
In un'altra review scientifica sulla nutrizione sportiva, si è concluso che gli studi in cui venivano somministrate solo proteine creavano un miglioramento del bilancio proteico netto "ad un livello simile a studi precedentemente condotti in cui venivano usati una combinazione di aminoacidi essenziali e carboidrati". Inoltre, è stato osservato che "una piccola dose di aminoacidi dopo l'esercizio di resistenza stimola cambiamenti simili nella sintesi delle proteine e l'equilibrio di proteine con o senza carboidrati". In conclusione, i carboidrati possono contribuire a ridurre il catabolismo proteico quando si consumano solo quei carboidrati, ma se si assumono proteine, i carboidrati potrebbero non avere alcun effetto aggiuntivo benefico sul catabolismo muscolare.
Sono stati condotti due studi da parte di Miller et al. (2003) e Bird et al. (2006) in cui venne concluso che l'aggiunta di 35 g di carboidrati a 6 gr di proteine è in grado di aumentare il bilancio proteico netto (NPB), suggerendo che carboidrati possono avere un effetto aggiuntivo sul miglioramento della sintesi proteica. Queste ricerche avevano utilizzato un protocollo apparentemente paragonabile al già citato studio di Rasmussen et al. (2000), eppure vennero ottenuti risultati contraddittori. Secondo i risultati di quest'ultimo, "il catabolismo proteico muscolare non è cambiato". Le proteine hanno stimolato la sintesi proteica, ma l'aggiunta di carboidrati non ha potenziato in alcun modo l'effetto delle proteine. La risposta sui risultati contrastanti tra le ricerche può essere in parte spiegata dal fatto che, ad esempio, i soggetti nello studio Miller erano stati malnutriti e hanno dovuto affrontare un allenamento molto intenso, incompatibile con il loro stato. Dopo un digiuno, hanno dovuto eseguire 10 serie da 8 ripetizioni al leg press ben all'80% 1-RM e successivamente altre 8 serie da 8 ripetizioni di leg extension, sempre all'80% 1-RM. In pratica i soggetti erano stati sottoposti ad un allenamento strenuante ad alta intensità e al cedimento muscolare ad ogni serie in stato di digiuno. Durante il recupero hanno assunto 6 gr di proteine e 35 gr di carboidrati. In questa particolare situazione si può supporre che l'assunzione di carboidrati abbia giocato un ruolo differente e più significativo rispetto ad una condizione in cui i soggetti avessero svolto l'allenamento in condizioni più verosimili e favorevoli.
Koopman et al. (2007) applicarono un protocollo di studio differente. I ricercatori esaminarono le differenze di bilancio proteico netto (NPB) in tre gruppi, i quali consumavano rispettivamente 0, 0,15, o 0,6 g di carboidrati per kg di peso corporeo, ingeriti sempre assieme a circa 25 g di proteine dopo l'allenamento con i pesi. Secondo i loro risultati, il catabolismo proteico generale, i tassi di sintesi e di ossidazione, così come il bilancio proteico netto del corpo, non hanno mostrato differenze tra i tre gruppi. In conclusione, la coingestione di carboidrati durante il recupero non stimola ulteriormente la sintesi proteica muscolare post-esercizio quando sono ingerite sufficienti quantità di proteine.
Nel 2011, lo studio di Staples e colleghi ha voluto verificare definitivamente tale conclusione. Dopo una sessione di allenamento con i pesi, hanno somministrato ai soggetti 25 g di proteine del siero di latte (whey) oppure una soluzione di 25g di whey in combinazione con 50 g di maltodestrine. Essi riscontrarono che il consumo di 50 g di maltodestrina in aggiunta a 25 g di siero di latte non stimolava la sintesi proteica muscolare o inibiva il catabolismo proteico più dei soli 25 g di siero di latte.
L'aspetto più importante di questi due studi rispetto ai precedenti era la presenza di almeno un dosaggio di proteine più nella norma. Per concludere, i carboidrati possono inibire solo potenzialmente il catabolismo proteico in circostanze estreme in cui non vengono assunte proteine a sufficienza. Infatti, tra tutti gli studi condotti, emerge che i carboidrati non avrebbero alcun effetto aggiuntivo sul bilancio proteico netto, a meno che non si affronti un allenamento di 18 serie ad alta intensità (80% 1-RM) al cedimento muscolare dopo un digiuno protratto. Naturalmente un'altra questione è rappresentata dalla ricarica di glicogeno.

#### Variazioni ormonali
Sebbene l'iperglicemia e iperinsulinemia indotta dall'assunzione di carboidrati non sembra potenziare la sintesi proteica, il connubio tra i due macronutrienti può essere benefico sul profilo ormonale.
Un risultato positivo ottenuto dall'assunzione concomitante di carboidrati e proteine nel post-allenamento è stato ottenuto da Chandler et al. (1994). I soggetti vennero divisi in quattro gruppi, che assunsero nel post-allenamento rispettivamente acqua, una fonte di glucidi (1.5 g/kg), una fonte di proteine (1.38 g/kg), oppure carboidrati + proteine (1.06 g CHO/kg e 0.41 g PRO/kg) subito dopo e 2 ore dopo il termine dell'attività. Le fonti di carboidrati, e di carboidrati+proteine stimolarono maggiormente l'insulina, ma attenuarono significativamente i livelli di testosterone. Mentre la miscela di carboidrati+proteine portò tra tutti al maggiore incremento del GH per 6 ore post-esercizio.
Alterazioni ormonali sono indotte anche da alterazioni dell'equilibrio acido-base. Gordon et al. (1994) condussero una ricerca sulle alterazioni del GH dopo aver assunto una bevanda alcalina post-esercizio. In questo test non veniva analizzato l'esercizio coi pesi, ma una prestazione ad alta intensità su cicloergometro, con una rilevante componente anaerobica. I soggetti che assunsero la bevanda alcalina nel post-allenamento furono soggetti ad un'attenuazione della secrezione di GH rispetto al gruppo di controllo.
Kraemer et al. (1998) testarono l'effetto di un supplemento di proteine+carboidrati su 9 soggetti allenati per una settimana. I soggetti si allenarono solo gli ultimi 3 giorni del periodo. Il supplemento venne somministrato 2 ore prima e immadiatamente dopo l'allenamento coi pesi, mentre campioni di sangue vennero ottenuti prima e dopo l'esercizio. Lattato, GH e testosterone apparivano significativamente elevati nell'immediato post-esercizio. Il lattato subì una riduzione durante la supplementazione al 2º e 3º giorno. Il GH appariva maggiore durante il primo giorno di supplementazione. Dopo l'esercizio, il testosterone declinò al di sotto dei valori basali durante la supplementazione. Il cortisolo declinò nell'immediato post-esercizio al primo giorno, ma la risposta diminuì il 2º e 3º giorno. La glicemia e l'insulinemia erano significativamente più elevati da 30 minuti durante la supplementazione, mentre rimasero stabili col placebo. I livelli di IGF-1 erano più elevati durante il 2º e 3º giorno con la supplementazione. Anche in questo caso venne quindi riscontrata una riduzione del lattato, del cortisolo, e del testosterone, ed un'elevazione di GH, insulina e IGF-1 con la supplementazione di carboidrati e proteine, anche se queste risposte variararono in base alla giornata di allenamento.
Questo studio in realtà testava l'assunzione delle bevande durante l'esercizio, per poi analizzare le variazioni ormonali su insulina e cortisolo durante e dopo l'allenamento. I soggetti vennero divisi in 4 gruppi, a ciascuno dei quali venne somministrato durante l'esercizio, carboidrati, amminoacidi essenziali (EAA), carboidrati+EAA, e un placebo (acqua). I carboidrati, e i carboidrati+EAA sortirono una significativa risposta glicemica e insulinica, mentre gli EAA causarono solo una significativa elevazione dell'insulina nel post-allenamento. Il placebo causò una significativa risposta del cortisolo entro 30 minuti, con un picco di ben il 105% immediatamente dopo l'esercizio, e rimase elevato del 54% per 30 minuti dopo l'esercizio. Mentre le altre bevande non causarono una significativa elevazione del cortisolo durante l'esercizio, e in particolare quelle a base di carboidrati, e carboidrati+EAA con rispettivamente il 27% e il 23% dei livelli al disotto dei valori basali nei 30 minuti dopo l'esercizio. In conclusione i dati indicarono che l'assunzione di carboidrati e/o EAA durante l'esercizio coi pesi sono in grado di sopprimere il cortisolo indotto dall'esercizio, oltre a stimolare l'insulina..

#### Glicogeno sintesi
Si è ulteriormente ipotizzato che il connubio di proteine e carboidrati assunti nel post-allenamento possa favorire una maggiore risintesi del glicogeno grazie all'effetto sinergico dei due macronutrienti sullo stimolo dell'insulina. Alcuni ricercatori hanno rilevato che una bevanda a base di proteine whey idrolizzate (una fonte proteica molto insulinogenica) e carboidrati porti ad una maggiore resintesi di glicogeno muscolare rispetto al consumo di una bevanda a base di soli carboidrati dallo stesso contenuto glucidico. Ancora una volta però i soggetti esaminati erano ciclisti di endurance, e ciò non conferma gli stessi risultati nell'ambito dell'esercizio anaerobico con i pesi. Altri dati rivelano che l'elevazione degli amminoacidi nel plasma portano ad un'insulinoresistenza del muscolo scheletrico mediante un'inibizione del trasporto/fosforilazione del glucosio, risultando in una marcata riduzione della sintesi del glicogeno.. Altri ancora hanno rilevato che la coingestione di proteine e grassi non riesca ad influenzare l'accumulo di glicogeno durante una ricarica di carboidrati fin tanto che i carboidrati siano sufficienti.

### Acqua
L'idratazione è estremamente importante a livello cellulare. La crescita muscolare infatti è inibita dalla disidratazione. Nel bodybuilding non si tende a concentrarsi sul ripristino dei liquidi, perché, a differenza di corridori o dei ciclisti, l'esercizio con i pesi non crea una grande disidratazione dopo un unico allenamento. Viene segnalato che il tasso di disidratazione indotto dall'allenamento dipende dal livello di sudorazione. Il livello di sudorazione nell'esercizio coi pesi però può risultare variabile da persona a persona.
Una buona regola è quella di bere 1 ml per ogni caloria di cui si ha bisogno. Quindi, se si assumono 3.500 calorie al giorno, cercare di bere 3 litri di acqua. Se ci si allena in climi caldi o umidi, aggiungere 2 tazze di acqua per ogni 500 gr persi durante l'attività fisica.

### Conclusioni
Dall'analisi complessiva delle ricerche sul caso, i risultati suggeriscono che il muscolo scheletrico sia più sensibile all'assunzione dei nutrienti entro un periodo di tempo di gran lunga superiore a quello stimato nella cosiddetta finestra anabolica (2-3 ore) se comparato ad una situazione in cui gli stessi nutrienti sono assunti all'interno di questo periodo limitato di tempo. Evidenze scientifiche suggeriscono che la finestra anabolica trovi una durata che va molto oltre le 2 ore a seguito dell'esercizio. L'aumento della sintesi proteica muscolare (MPS) e del bilancio proteico netto (NPB) si estendono invece fino a 36 se non a 48 ore, e in questo processo sono coinvolte le proteine miofibrillari. Quindi si può affermare che chi crede che esista una limitata finestra di opportunità non considera queste conclusioni. Queste sono supportate da un documento scientifico in cui si mostra che l'ingestione di proteine a 24 ore dal termine dell'esercizio coi pesi risultasse in una maggiore risposta della sintesi proteica rispetto alla stessa ingestione di proteine senza eseguire alcun allenamento. L'interazione tra elevati livelli di amminoacidi derivanti dall'ingestione di proteine e l'esercizio coi pesi è evidente almeno fino a 24 ore. In conclusione, l'importanza dell'immediata ingestione di proteine o di altri nutrienti nel post-esercizio non sembra essere critica come si crede, anche se il timing di assunzione di amminoacidi e proteine è indubbiamente in grado di alterare la risposta metabolica. Anche per quanto riguarda la ricostituzione del glicogeno, le analisi scientifiche hanno concluso che l'aumento della sensibilità insulinica si estenda almeno fino a 24 ore dal termine dell'attività, senza riscontrare quindi un'elevazione in un periodo di tempo di sole 3 ore.